# Uliánovo (Krasnodar)
Uliánovo (del ruso: Ульяново) es un jútor del raión de Mostovskói del krai de Krasnodar, en el sur de Rusia. Está situado en la orilla izquierda del río Pséfir, afluente del Fars, de la cuenca del Kubán, 24 km al noroeste de Mostovskói y 130 km al sureste de Krasnodar, la capital del krai. Tenía 8 habitantes en 2010.
Pertenece al municipio Kostromskoye.